# Mentuherkhepshef
Mentuherkhepeshef va ser un príncep egipci de la Dinastia XX. Era fill del faraó Ramsès IX.
| mn · n · V13 | D2 | F24 · f |

| mn · n · V13 | D2 | F24 · f |

El seu nom també apareix com a Ramsès-Montuherkhepeshef. És probable que fos germà del faraó Ramsès X i del príncep Nebmaatre. Va ser enterrat a la tomba KV19 a la Vall dels Reis, que probablement s'havia fet originalment per a Ramsés VIII. Tant l''excavació de la tomba com la seva decoració probablement es van interrompre per la mort del príncep. La seva mòmia no s'hi va trobar, ja que la tomba va ser saquejada al final de l'Imperi Nou i, després, reutilitzada durant la XXII Dinastia.
Era portador dels títols següents:
- Fill del primer rei del seu cos
- Fill del seu Cos del Rei major
- Generalíssim
- Executiu al Capdavant de les Dues Terres.